# Jeinson Manuel
Jeinson Manuel Riofrio Silva (distrito del Callao, 3 de enero de 1990), conocido simplemente Jeinson Manuel, es un cantante peruano. Logró consolidar su carrera artística en el género salsa, ganando popularidad en los años 2019, gracias a la interpretación de sus versiones musicales. Fue catalogado como «el cantante salsero revelación del Perú» en 2024.  

## Biografía
Nació el 3 de enero de 1990 en el distrito del Callao, Región Callao, bajo el nombre completo de Jeinson Manuel Riofrio Silva. Vivió sus primeros años en el barrio de Chacaritas, localidad de la misma zona.
Desde temprana edad, apostaría por la música, especialmente en la interpretación de canciones. A los 17 años, con ayuda de un amigo cercano, inicia su carrera artística conformando la banda musical de salsa peruana Los Trabucos, en Barrios Altos, localidad del distrito de Lima en el año 2007. Con Los Trabucos, grabó el sencillo Inalcanzable, bajo los arreglos y composición de Paco Zambrano.
A partir de los años 2010, se une a las filas de la Orquesta Son D'Kalibre, desempeñándose como vocalista principal del conjunto, en el cual llegó a interpretar las canciones «Madrecita», «Ley de vida» y «Mi vejo loco», con la producción musical de la productora Desde el Barrio.
Tras separarse de Orquesta Son D'Kalibre, en el año 2019 emprendió su faceta solista con su banda musical Jeinson Manuel & Orquesta. Seguidamente, fue condecorado en el Concurso Expo Callao en la categoría «Mejor voz». En el año 2022, estrena su tema inédito «Amor lunático» y fue parte del Festival XL Nightlife, realizado en New Jersey, junto al grupo musical La Sonora Ponceña.
En el año 2023, ganó reconocimiento en la salsa peruana, interpretando su versión salsa del tema «Manos de tijera» de Camilo, obteniendo una gran aceptación en plataformas digitales y realizó giras musicales en los Estados Unidos. Gracias al éxito del cover, según el portal Billboard Perú se posicionó dentro del ranking de «los 10 mejores artistas peruanos del año», ocupando el primer puesto de la encuesta. Además, participó en el Festival Chimpum Callao, compartiendo escenario con el cantante Willie González y fue nominado a los Premios Luces en la categoría «Mejor álbum tropical» por el recopilatorio Manos de tijera.
Continuó con su carrera musical en 2024, lanzando la versión de «Porque te tengo que olvidar» de José Feliciano, añadiendo nuevos estilos como la salsa sensual y la balada romántica, incluyendo un videoclip con la presencia de la bailarina Leysi Suárez. Adicionalmente, en septiembre de ese año estrena su siguiente producción Un nuevo amor. En ese mismo año, lanza la versión de «Amor lunático» del cantante Giro. 
En el año 2025 fue invitado al concierto del cantautor Yiyo Sarante, realizado en el Ritz Theatre, en New Jersey, donde ambos cantaron a dúo.

## Discografía

### Álbumes de estudio
- 2023: Homenaje a los grandes de la salsa
- 2023: 3er aniversario
- 2023: En Tacna (En vivo)
- 2023: En Villa Chepita Royal (En vivo)
- 2023: 11:11 Club (En vivo)
- 2023: Centenario Chico – Callao (En vivo)
- 2023: Desde Barrio Milán (en vivo)
- 2024: Manos de tijera
- 2024: Porque te tengo que olvidar
- 2024: Jeinson Manuel & Amigos: Vol. 1
- 2025: Salsa con sol (Live session)

### Sencillos
- 2021: Fruto prohibido
- 2021: A través del vaso
- 2021: Amor lunático
- 2022: Mujer divina
- 2023: Amor pirata (En vivo)
- 2023: A pesar del tiempo (versión)
- 2023: At Night on the Beach (En vivo)
- 2023: Una mujer como tu (En vivo)
- 2023: Manos de tijera (En vivo en Constanzo)
- 2023: Esa mujer (En vivo en Constanzo)
- 2023: Locos de amor
- 2023: Binomio en salsa
- 2023: Manos de tijera
- 2024: Dime cómo llego a ti
- 2024: Mix Binomio de Oro
- 2024: Mix Monchi y Alexandra
- 2024: Porque te tengo que olvidar
- 2024: De qué me vale
- 2024: El buen perdedor
- 2024: Un nuevo amor
- 2024: Para reconquistarte
- 2024: Vivo por ella (versión salsa)
- 2024: Algo contigo (versión salsa)